# Судно на воздушной каверне

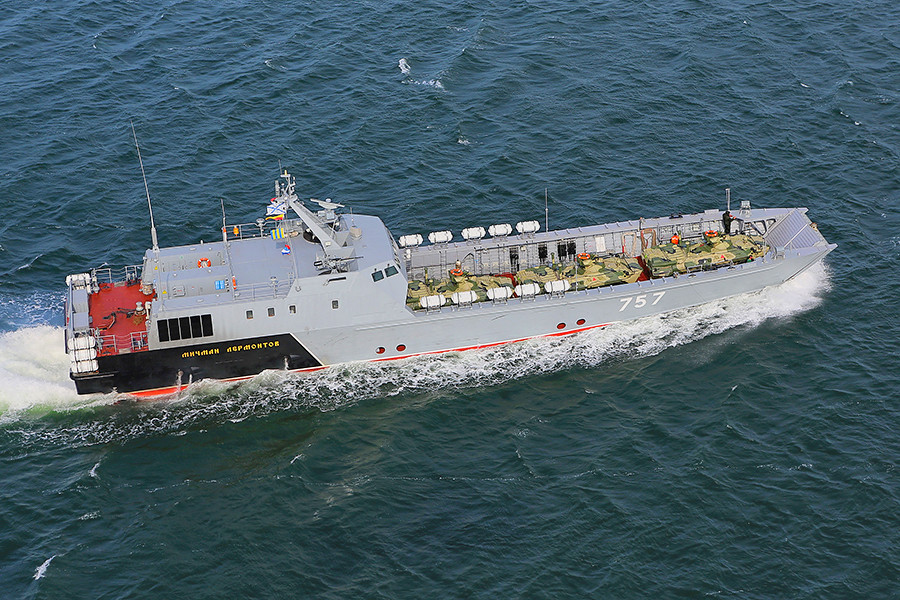
Катер на воздушной каверне проекта 21820

Судно на воздушной каверне — тип скоростного судна с динамическим принципом поддержания.

## Принцип действия
Принцип движения судна на воздушной каверне похож на движение судна на воздушной подушке: и в том, и в другом случае под днище судна подаётся воздух, который снижает гидродинамическое сопротивление и тем самым улучшает скоростные качества судна. Вследствие повышения давления воздуха под днищем специальной геометрии образуется и удерживается воздушный пузырь (каверна), работающий в качестве воздушной смазки.

## Достоинства и выгоды
- Изолируется большая часть корпуса от контакта с водой, чем достигается снижение сопротивления в 800 раз в местах корпуса, изолированных от воды. Общее сопротивление движению уменьшается на 17—30% за счёт затрат энергии на создание каверн в 2—3%[1].
- Суда на воздушной каверне имеют хорошую проходимость по мелководью.
- Возможность высадки (посадки) пассажиров на необорудованном причальными средствами берегу с помощью откидной рампы.
- Возможность для судов-ледоколов самостоятельно освобождаться из ледовых ловушек[1].

## История
В России работы по созданию судов на воздушной каверне начались в 1950-х годах в ЦНИИ им. акад. А. Н. Крылова и продолжаются сегодня.

## Суда на воздушной каверне
- Линда (теплоход) — пассажирское скоростное судно.
- Десантные катера проекта 21820
- Десантные катера проекта 11770